# 더 나일 힐튼 인시던트
더 나일 힐튼 인시던트(The Nile Hilton Incident)는 덴마크에서 제작된 타릭 살레 감독의 2017년 스릴러, 범죄, 드라마 영화이다. 타레크 압달라 등이 주연으로 출연하였다.

## 출연

### 주연
- 타레크 압달라
- 야세르 알리 마헬

### 조연
- 나엘 알리
- 하니아 아마르
- 슬리만 다지
- 게르 두아니
- 페레스 파레스
- 히쳄 야코우비

## 제작진
- 미술: 로저 로젠버그
- 의상: 루이제 니센